# Тиха ніч, смертельна ніч
Тиха ніч, смертельна ніч (англ. Silent Night, Deadly Night) — американський фільм жахів 1984 року.

## Сюжет
У п'ятирічному віці Біллі став свідком вбивства його батьків маніяком в одязі Санта-Клауса. Він пережив сильний травматичний шок і тепер панічно боїться Санта-Клауса. Подорослішавши, Біллі влаштовується працювати в магазин іграшок. Напередодні Різдва до нього повертаються страшні спогади дитинства. Він вбиває свого напарника Енді, який спробував зґвалтувати продавчиню Памелу, а потім вбиває і її, оскільки вона не переставала кричати. Після чого Біллі бере пожежну сокиру, переодягається в одяг Санта-Клауса і вирушає на криваву прогулянку. Оскільки Біллі виріс сиротою, то зупинити його може тільки мати-настоятелька, сестра Маргарет з сирітського притулку, яка з дитинства дбала про нього.

## У ролях
- Ліліан Шовін — Ігуменя
- Гілмер Маккормік — Сестра Маргарет
- Тоні Неро — продавчиня Памела
- Роберт Браян Вілсон — Біллі (18 років)
- Брітт Ліч — містер Сімс
- Ненсі Боргеніхт — місіс Рендалл
- Х.Е.Д. Редфорд — капітан Річардс
- Денні Вагнер — Біллі (8 років)
- Лінні Квіглі — Деніз
- Лео Гетер — Томмі
- Ренді Стумпф — Енді
- Вілл Харе — дідусь
- Тара Бакман — мати (Еллі)
- Джофф Гансен — батько (Джим)
- Чарльз Діркоп — вбивця Санта
- Ерік Гарт — містер Левітт (комірник)
- Джонатан Бест — Біллі (5 років)
- А. Мадлен Сміт — Сестра Еллен
- Емі Стівсант — Сінді
- Макс Робінсон — офіцер Барнс